# Chuflay
Le chuflay est une boisson traditionnelle bolivienne.
Le chuflay est un cocktail servi on the rocks dans un grand verre, tel un verre Collins, avec un trait de singani et, soit avec du ginger ale, du 7-Up ou du Sprite, et souvent, avec comme garniture, une tranche de lime.
Le chuflay est consommé lors d'événements spéciaux, tels que les mariages ou promotions. Cette boisson est généralement offerte à un prix très abordable.

## Dénomination
Cette nouvelle combinaison de singani et de ginger ale était appelée "short fly", un terme qui, dans l'argot ferroviaire, donne son nom à « un rail temporaire, généralement construit autour d'une zone inondée, d'une faille ou d'un autre obstacle ». Le terme utilisé par les ingénieurs anglais était "Short Fly", un terme ferroviaire utilisé pour faire référence aux raccourcis, et appelé ainsi parce que la boisson les rendait rapidement ivres. Lorsque les Boliviens ont entendu "Short Fly", ils l'ont transformé en "Chuflay".
Cette analogie s'explique par le fait que le singani était un substitut temporaire à la pénurie de gin. Le nom a ensuite été hispanisé en "chuflay" par les populations locales en contact avec cette boisson, qui est progressivement devenue une boisson emblématique de la Bolivie.
Elle est communément associée au jeu de dés appelé cacho (en). Elle est consommée dans plusieurs régions de Bolivie, notamment dans les départements de La Paz, Potosí, Oruro, Cochabamba, Chuquisaca, Santa Cruz et Tarija.